# Refuge de Prati
Le refuge de Prati est un refuge situé en Corse dans le massif du Monte Incudine.

## Caractéristiques
Le refuge est installé à 1 820 m d'altitude, au-dessus d'Isolaccio-di-Fiumorbo à l'est et de Palneca à l'ouest, en face du Monte Incudine (l'Incudine ou l'Alcudina en corse) sur le GR20. Il est accessible toute l'année mais, comme tous les autres refuges du GR20, il n'est gardé que de mai/juin jusqu'à septembre/octobre. Les dates d'ouverture et de fermeture n'étant pas définies à l'avance, il faut se renseigner sur le site du parc naturel régional de Corse pour obtenir les informations exactes.

## Historique
Détruit par la foudre, il a été entièrement reconstruit et rouvert en 2000.

## Accès
C'est le cinquième refuge (dans le sens sud-nord) présent sur le GR20. Le refuge précédent (au sud) sur le GR20 est le refuge d'Usciolu. Le refuge suivant (au nord) sur le GR20 est le refuge d'E Capannelle.